# Rabe, Banatul de Nord
Rabe (maghiară Rábé) este o localitate în Districtul Banatul de Nord, Voivodina, Serbia.